# Восточно-Сибирская область
Восто́чно-Сиби́рская о́бласть — административно-территориальная единица в РСФСР, существовавшая с 5 декабря 1936 года по 26 сентября 1937 года. Преобразована из Восточно-Сибирского края. 
Административный центр — город Иркутск.
26 сентября 1937 года постановлением ЦИК СССР была разделена на Иркутскую и Читинскую области. Это разделение было утверждено Верховным Советом СССР 15 января 1938 года.